# Simão Álvares

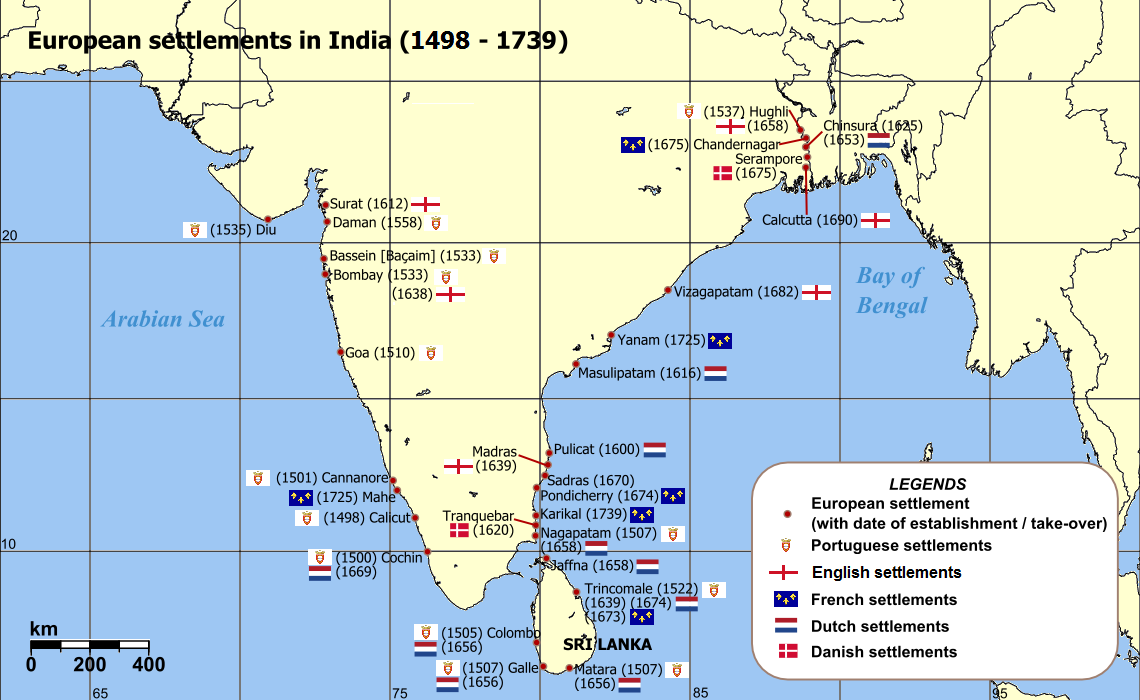
Território Português na Índia (1501 - 1739)

Simão Álvares, boticário, partiu para a Índia em 1509 e viveu em Cochim entre 1514 e 1530, ocupando o cargo de boticário da fortaleza. Foi nomeado boticário-mor pelo governador D. João de Castro e tinha à sua responsabilidade as boticas dos hospitais e das fortalezas portuguesas da Índia. 
Em 1546, acompanhou as tropas portuguesas em Diu, e pelos seus feitos de bravura e humanidade foi-lhe concedido um louvor pelo governador. É o autor da Informação (…) do Nascimento de todas as drogas que vão para o Reino (1547), semelhante à carta de Tomé Pires a D. Manuel I, embora mais extensa.